# Anglesey

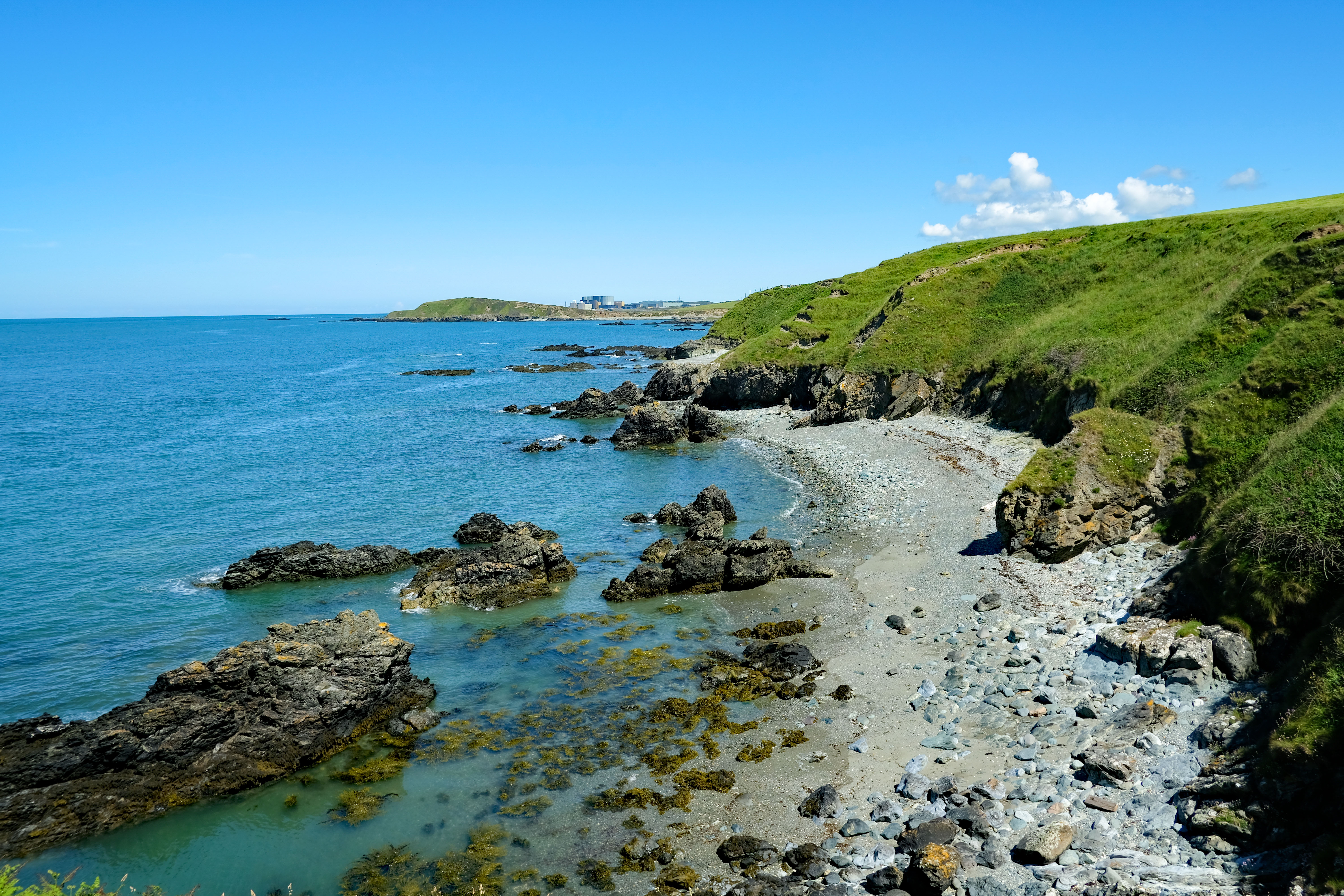
Anglesey Coastal Path

Anglesey (kymriska: Ynys Môn) är en ö i Irländska sjön, i grevskapet och kommunen Anglesey i nordvästra Wales. Med en yta på 673 km² är Anglesey Wales största och Storbritanniens sjätte största ö.
Befolkningen i kommunen, som även omfattar Holy Island, uppgick till 69 000 invånare år 2008. Kommunens formella namn på engelska är Isle of Anglesey, och dess administrativa huvudort är Llangefni. Det största samhället på ön är Holyhead med färjeförbindelse till Irland. Ön har en majoritet kymriskspråkig befolkning.
Ön skiljs från fastlandet av sundet Menaisundet, på engelska Menai Strait, och ansluts av två broar, den äldre Menaibron (väg A5) från 1826 och den senare Britanniabron (A55), som  är en kombinerad järnvägs- och landsvägsbro.
Historikern och författaren John Davies hävdar att det var under 1100-talet som det fornnordiska namnet "Onguls-ey" började användas, och namnet blev sedan anglificerat och började användas inom engelskan som Anglesey efter att anglonormandiska ockupanter tog över ön under den normandiska invasionen av Gwynedd. Det tidigare namnet antas fått sitt namn efter en vikingahövding där Ongul är namnet och "ey" betyder ö. Namnet Anglesey började senare användas inom engelska språket som namn på ett grevskap som även inkluderade Holy Island och andra närbelägna småöar.
På ön ligger den ort som har Storbritanniens längsta ortnamn, Llanfairpwllgwyngyllgogerychwyrndrobwllllantysiliogogogoch, kymriska på ”Den Heliga Marias kyrka i den vita hasselns dal nära den strida vattenvirveln vid helgon Tysilio av den röda grottans kyrka".

## Etymologi
Môn är det kymriska namnet på Anglesey, av det brittiska enisis mona, vilket först började användas under den romerska eran i formen Mona, exempelvis av Tacitus. Ön kallas Môn Mam Cymru ("Môn, Wales moder") av Giraldus Cambrensis, då ön ansågs vara bördig nog att kunna försörja hela Wales, men vilket snarare förmodligen syftat på Gwynedd. Gammalkymriska namn är exempelvis Ynys Dywyll ("Mörka ön") och Ynys y Cedairn ("Det modiga folkets ö"). Namnet Anglesey kommer från fornnordiskan, och betyder "Ongulls ö". Det kymriska namnet betyder ordagrant ön Môn. Det gamla grevskapet Anglesey, som uppgick i Gwynedd 1974, hette Sir Fôn på kymriska. Romarna kallade ön Mona.

## Historia
Det finns många megalitiska monument och bautastenar på ön vilket visar att det funnits människor där under förhistorien. Trioedd Ynys Prydein hävdar att Anglesey en gång i tiden var en del av fastlandet.
Historiskt har ön länge förknippats med druidkulten. För att minska druidernas makt anfölls den år 60 av den romerska generalen Gaius Suetonius Paulinus, och templet och den heliga offerplatsen förstördes. Trupperna drogs dock tillbaka då generalen fick kännedom om en revolt. Ön inkorporerades slutligen i det romerska riket år 78, av den romerska guvernören i Britannien, Gnaeus Julius Agricola. Rester från den romerska tiden kan exempelvis se i grunden till fortet Caer Gybi i Holyhead.
Efter att romarna lämnat Britannien koloniserade pirater från Irland Anglesey och närbelägna Llŷnhalvön, vilket ledde till en reaktion från den gododdinske krigsherren Cunedda i Skottland. Han tog sig till området för att driva ut irländarna. Processen fortsattes av hans son Einion Yrth ap Cunedda och sonson Cadwallon Lawhir ap Einion, och de sista irländarna besegrades slutligen i en strid år 470. Senare har ön anfallits av vikingar, saxare och normander. I egenskap av ö hade Anglesey försvarsmässiga fördelar, och på grund av detta blev orten Aberffraw säte för kungariket Gwynedd. Utöver en dansk räd år 853 skulle orten förbli huvudstad till 1200-talet, då förbättringar inom den engelska militären gjorde platsen omöjlig att försvara, och Wales erövrades under kung Edvard I.